# Passaus stift
Passaus stift (latin: Dioecesis Passaviensis, tyska: Bistum Passau) är ett av tjugo katolska stift i Tyskland. Det tillhör München och Freisings kyrkoprovins. Biskop är Wilhelm Schraml. Stiftets biskopssäte är Stefanskatedralen i Passau.